# Podolinella
Podolinella es un género de  Protura en la familia Acerentomidae.

## Especies
- Podolinella podolica Szeptycki, 1995